# Mailleroncourt-Saint-Pancras
Mailleroncourt-Saint-Pancras és un municipi francès situat al departament de l'Alt Saona i a la regió de Borgonya - Franc Comtat. L'any 2007 tenia 214 habitants.

## Demografia

### Població
El 2007 la població de fet de Mailleroncourt-Saint-Pancras era de 214 persones. Hi havia 92 famílies, de les quals 28 eren unipersonals (12 homes vivint sols i 16 dones vivint soles), 32 parelles sense fills, 24 parelles amb fills i 8 famílies monoparentals amb fills.
La població ha evolucionat segons el següent gràfic:
Habitants censats

### Habitatges
El 2007 hi havia 123 habitatges, 92 eren l'habitatge principal de la família, 19 eren segones residències i 12 estaven desocupats. 113 eren cases i 10 eren apartaments. Dels 92 habitatges principals, 66 estaven ocupats pels seus propietaris, 19 estaven llogats i ocupats pels llogaters i 7 estaven cedits a títol gratuït; 3 tenien dues cambres, 11 en tenien tres, 16 en tenien quatre i 62 en tenien cinc o més. 81 habitatges disposaven pel capbaix d'una plaça de pàrquing. A 47 habitatges hi havia un automòbil i a 32 n'hi havia dos o més.

### Piràmide de població
La piràmide de població per edats i sexe el 2009 era:
| Homes | Edats   | Dones |
| ----- | ------- | ----- |
| 0     | 95 o +  | 0     |
| 4     | 90 a 94 | 8     |
| 0     | 85 a 89 | 0     |
| 4     | 80 a 84 | 0     |
| 12    | 75 a 79 | 4     |
| 4     | 70 a 74 | 0     |
| 4     | 65 a 69 | 8     |
| 0     | 60 a 64 | 8     |
| 12    | 55 a 59 | 0     |
| 0     | 50 a 54 | 4     |
| 8     | 45 a 49 | 4     |
| 12    | 40 a 44 | 12    |
| 12    | 35 a 39 | 8     |
| 8     | 30 a 34 | 12    |
| 8     | 25 a 29 | 4     |
| 4     | 20 a 24 | 0     |
| 0     | 15 a 19 | 8     |
| 8     | 10 a 14 | 12    |
| 4     | 5 a 9   | 4     |
| 4     | 0 a 4   | 4     |

## Economia
El 2007 la població en edat de treballar era de 135 persones, 99 eren actives i 36 eren inactives. De les 99 persones actives 83 estaven ocupades (50 homes i 33 dones) i 16 estaven aturades (7 homes i 9 dones). De les 36 persones inactives 11 estaven jubilades, 8 estaven estudiant i 17 estaven classificades com a «altres inactius».

### Ingressos
El 2009 a Mailleroncourt-Saint-Pancras hi havia 94 unitats fiscals que integraven 216,5 persones, la mediana anual d'ingressos fiscals per persona era de 13.934 €.

### Activitats econòmiques
Dels 9 establiments que hi havia el 2007, 2 eren d'empreses extractives, 1 d'una empresa de comerç i reparació d'automòbils, 1 d'una empresa d'hostatgeria i restauració, 3 d'empreses immobiliàries, 1 d'una empresa de serveis i 1 d'una entitat de l'administració pública.
L'únic servei als particulars que hi havia el 2009 era un restaurant.
L'any 2000 a Mailleroncourt-Saint-Pancras hi havia 11 explotacions agrícoles que ocupaven un total de 1.184 hectàrees.

## Equipaments sanitaris i escolars
El 2009 hi havia una escola elemental integrada dins d'un grup escolar amb les comunes properes formant una escola dispersa.

## Poblacions més properes
El següent diagrama mostra les poblacions més properes.